# Verbandsliga Brandenburg 1991/92
Die Verbandsliga Brandenburg 1991/92 war die 2. Spielzeit und die erste als vierthöchste Spielklasse im Fußball der Männer. 
Der FSV Optik Rathenow wurde in dieser Saison zum ersten Mal Landesmeister in Brandenburg und stieg damit in die Fußball-Oberliga Nordost auf. Der SV Falkensee-Finkenkrug errang, mit 9 Punkten Rückstand, die Vizemeisterschaft. 
Als Absteiger standen nach dem 30. Spieltag der BSV Stahl Brandenburg II und der FC Victoria 91 Frankfurt/Oder II fest und mussten in die Landesliga absteigen.

## Teilnehmer
An der Spielzeit 1991/92 nahmen insgesamt 16 Vereine teil.
| Mannschaften aus der Landesliga Brandenburg 1990/91 | Mannschaften aus der Landesliga Brandenburg 1990/91 | Mannschaften aus der Landesliga Brandenburg 1990/91 |
| --------------------------------------------------- | --------------------------------------------------- | --------------------------------------------------- |
| FSV Optik Rathenow                                  | SV Falkensee-Finkenkrug                             | Brandenburger SC Süd 05                             |
| SV Empor Mühlberg                                   | ESV Lokomotive Cottbus                              | SV Stahl Finow                                      |
| FC Rot-Weiß Elsterwerda                             | SG Müncheberg                                       | TSG Lübbenau 63                                     |

| ▲Aufsteiger aus der Bezirksliga 1990/91 | ▲Aufsteiger aus der Bezirksliga 1990/91 | ▲Aufsteiger aus der Bezirksliga 1990/91 |
| --------------------------------------- | --------------------------------------- | --------------------------------------- |
| SpVgg Blau-Weiß 90 Vetschau             | SV Chemie Döbern                        | FSV Fürstenwalde                        |
| SG Aufbau Eisenhüttenstadt              | SG Eintracht Oranienburg                | BSV Stahl Brandenburg II                |
| FC Victoria 91 Frankfurt/Oder II        |                                         |                                         |

## Abschlusstabelle
| Pl. | Verein                               | Sp. | S  | U  | N  | Tore    | Diff. | Punkte |
| --- | ------------------------------------ | --- | -- | -- | -- | ------- | ----- | ------ |
| 1.  | FSV Optik Rathenow                   | 30  | 23 | 5  | 2  | 081:150 | +66   | 51:90  |
| 2.  | SV Falkensee-Finkenkrug              | 30  | 17 | 8  | 5  | 060:230 | +37   | 42:18  |
| 3.  | Brandenburger SC Süd 05              | 30  | 16 | 10 | 4  | 056:220 | +34   | 42:18  |
| 4.  | SV Empor Mühlberg                    | 30  | 15 | 9  | 6  | 061:420 | +19   | 39:21  |
| 5.  | ESV Lokomotive Cottbus               | 30  | 15 | 8  | 7  | 058:360 | +22   | 38:22  |
| 6.  | SpVgg Blau-Weiß 90 Vetschau (N)      | 30  | 13 | 10 | 7  | 062:570 | +5    | 36:24  |
| 7.  | FC Rot-Weiß Elsterwerda              | 30  | 12 | 10 | 8  | 053:340 | +19   | 34:26  |
| 8.  | SG Müncheberg                        | 30  | 12 | 9  | 9  | 058:390 | +19   | 33:27  |
| 9.  | TSG Lübbenau 63                      | 30  | 8  | 10 | 12 | 038:490 | −11   | 26:34  |
| 10. | SV Stahl Finow                       | 30  | 6  | 14 | 10 | 038:550 | −17   | 26:34  |
| 11. | SV Chemie Döbern (N)                 | 30  | 9  | 7  | 14 | 040:520 | −12   | 25:35  |
| 12. | FSV Fürstenwalde (N)                 | 30  | 9  | 7  | 14 | 042:630 | −21   | 25:35  |
| 13. | SG Aufbau Eisenhüttenstadt (N)       | 30  | 8  | 5  | 17 | 038:560 | −18   | 21:39  |
| 14. | SG Eintracht Oranienburg (N)         | 30  | 5  | 8  | 17 | 034:760 | −42   | 18:42  |
| 15. | BSV Stahl Brandenburg II (N)         | 30  | 7  | 3  | 20 | 040:680 | −28   | 17:43  |
| 16. | FC Victoria 91 Frankfurt/Oder II (N) | 30  | 3  | 1  | 26 | 027:990 | −72   | 07:53  |

| (A) | Absteiger aus der DDR-Liga 1990/91                |
| (N) | Aufsteiger aus den einzelnen Bezirksligen 1990/91 |

## Kreuztabelle
| 1991/92                          | FSV Optik Rathenow | SV Falkensee-Finkenkrug | Brandenburger SC Süd 05 | SV Empor Mühlberg | ESV Lokomotive Cottbus | SpVgg Blau-Weiß 90 Vetschau | FC Rot-Weiß Elsterwerda | SG Müncheberg | TSG Lübbenau 63 | SV Stahl Finow | SV Chemie Döbern | FSV Fürstenwalde | SG Aufbau Eisenhüttenstadt | SG Eintracht Oranienburg | BSV Stahl Brandenburg II | FC Victoria 91 Frankfurt/Oder II |
| -------------------------------- | ------------------ | ----------------------- | ----------------------- | ----------------- | ---------------------- | --------------------------- | ----------------------- | ------------- | --------------- | -------------- | ---------------- | ---------------- | -------------------------- | ------------------------ | ------------------------ | -------------------------------- |
| FSV Optik Rathenow               |                    | 1:0                     | 1:0                     | 0:1               | 1:0                    | 4:0                         | 2:1                     | 4:1           | 5:1             | 3:0            | 4:0              | 7:2              | 4:1                        | 4:0                      | 2:0                      | 5:0                              |
| SV Falkensee-Finkenkrug          | 0:2                |                         | 0:1                     | 2:0               | 1:0                    | 2:2                         | 3:1                     | 2:0           | 3:0             | 3:1            | 5:1              | 3:1              | 5:1                        | 8:1                      | 3:0                      | 2:0                              |
| Brandenburger SC Süd 05          | 0:0                | 1:1                     |                         | 1:1               | 3:1                    | 2:0                         | 2:1                     | 3:2           | 1:1             | 6:0            | 1:0              | 2:0              | 3:0                        | 5:0                      | 3:0                      | 5:0                              |
| SV Empor Mühlberg                | 1:3                | 2:0                     | 4:2                     |                   | 6:1                    | 2:0                         | 1:1                     | 5:0           | 0:0             | 1:1            | 4:2              | 2:0              | 4:2                        | 1:1                      | 3:1                      | : Fn. 1                          |
| ESV Lokomotive Cottbus           | 1:2                | 2:0                     | 0:0                     | 7:2               |                        | 2:2                         | 1:1                     | 1:0           | 3:0             | 1:1            | 2:1              | 5:0              | 2:1                        | 1:1                      | 2:0                      | 2:1                              |
| SpVgg Blau-Weiß 90 Vetschau      | 4:3                | 0:0                     | 0:0                     | 4:0               | 0:5                    |                             | 2:1                     | 3:2           | 1:1             | 2:2            | 3:2              | 2:1              | 2:0                        | 3:1                      | 2:2                      | 10:2                             |
| FC Rot-Weiß Elsterwerda          | 0:4                | 0:0                     | 1:1                     | 1:1               | 0:2                    | 1:1                         |                         | 2:2           | 1:0             | 3:0            | 3:1              | 4:1              | 2:1                        | 2:0                      | 2:0                      | 8:0                              |
| SG Müncheberg                    | 0:0                | 0:1                     | 3:3                     | 1:1               | 3:0                    | 5:0                         | 0:0                     |               | 2:2             | 1:1            | 3:1              | 4:0              | 1:1                        | 1:0                      | 1:2                      | 5:2                              |
| TSG Lübbenau 63                  | 0:3                | 1:1                     | 1:1                     | 0:3               | 2:2                    | 0:2                         | 2:1                     | 1:3           |                 | 1:1            | 0:3              | 1:1              | 2:0                        | 4:2                      | 3:2                      | 6:0                              |
| SV Stahl Finow                   | 0:0                | 1:1                     | 0:2                     | 1:1               | 0:3                    | 2:2                         | 1:1                     | 0:0           | 1:3             |                | 4:1              | 3:0              | 2:2                        | 5:4                      | 3:3                      | 1:0                              |
| SV Chemie Döbern                 | 0:0                | 1:1                     | 1:2                     | 0:1               | 1:1                    | 0:0                         | 1:1                     | 0:3           | 2:0             | 3:1            |                  | 3:1              | 1:0                        | 3:1                      | 2:0                      | 4:1                              |
| FSV Fürstenwalde                 | 0:1                | 2:2                     | 2:1                     | 2:1               | 2:0                    | 4:5                         | 1:4                     | 2:1           | 1:1             | 4:2            | 1:1              |                  | 0:1                        | 0:0                      | 3:2                      | 1:1                              |
| SG Aufbau Eisenhüttenstadt       | 0:0                | 0:2                     | 1:0                     | 1:1               | 1:3                    | 5:2                         | 2:0                     | 0:3           | 0:1             | 1:2            | 4:1              | 2:3              |                            | 1:2                      | 2:1                      | 2:1                              |
| SG Eintracht Oranienburg         | 2:5                | 0:4                     | 1:2                     | 1:5               | 1:1                    | 2:3                         | 0:4                     | 0:6           | 1:0             | 0:0            | 2:2              | 0:0              | 1:1                        |                          | 4:1                      | 3:1                              |
| BSV Stahl Brandenburg II         | 0:6                | 0:2                     | 0:0                     | 3:4               | 2:4                    | 1:3                         | 1:4                     | 0:2           | 3:2             | 3:1            | 2:0              | 1:3              | 4:0                        | 0:2                      |                          | 4:0                              |
| FC Victoria 91 Frankfurt/Oder II | 0:5                | 1:3                     | 0:3                     | 4:1               | 1:3                    | 3:2                         | 1:2                     | 2:3           | 0:2             | 0:1            | 1:2              | 1:4              | 1:5                        | 3:1                      | 0:2                      |                                  |